# بیلی برودبنت
بیلی برودبنت (انگلیسی: Billy Broadbent؛ ۲۰ نوامبر ۱۹۰۱ – مارس ۱۹۷۹ (۷۷ ساله)) بازیکن فوتبال اهل بریتانیا بود.
از باشگاه‌هایی که در آن بازی کرده‌است می‌توان به باشگاه فوتبال برنتفورد، باشگاه فوتبال پرستون نورث اند، باشگاه فوتبال اولدهام اتلتیک، و باشگاه فوتبال لیتون اورینت اشاره کرد.